# Dieta de la Worms

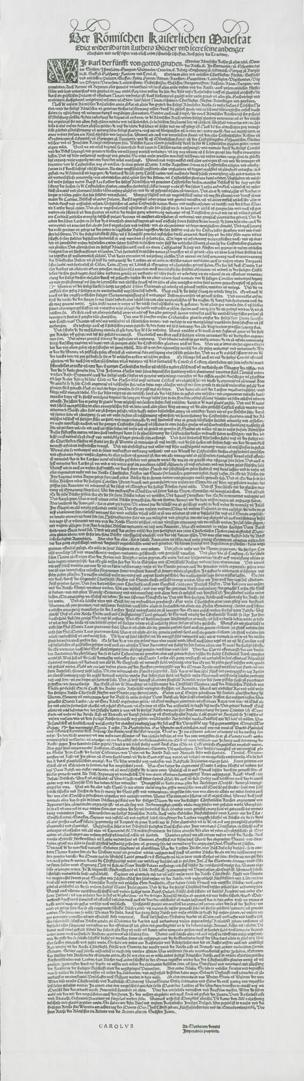
Edictul de la Worms sub formă de afiș

Dieta de la Worms din 1521 (în germană Reichstag zu Worms) a fost o dietă a Sfântului Imperiu Roman, ce a avut loc în orașul Worms din Germania de astăzi, rămas în istorie pentru  edictul de la Worms (Wormser Edikt), referitor la Martin Luther și la efectele Reformei Protestante.
Adunarea a avut loc în perioada 28 ianuarie și 25 mai 1521, sub conducerea împăratului Carol al V-lea.

## Context
Cu un an în urmă, în 1520, Papa Leon al X-lea a emis bula papală Exsurge Domine („Ridică-Te, Doamne”), în care sublinia ceea ce considera a fi 41 de greșeli găsite în cele 95 de teze ale lui Martin Luther și în alte scrieri scrise de el sau în legătură cu el. Luther a fost convocat de împărat. Prințul Friedrich al III-lea, Elector de Saxonia a obținut un acord, prin care lui Luther i se promitea trecere liberă la întâlnire și pe drum. Această garanție era esențială după cum fusese tratat Jan Hus, care a fost judecat și condamnat de conciliul de la Konstanz în 1415 în pofida unor promisiuni de siguranță.
Împăratul Carol al V-lea a deschis Dieta Imperială de la Worms la 28 ianuarie 1521. Lui Luther i s-a cerut fie să dezavueze, fie să-și reafirme convingerile. Când a apărut la 16 aprilie în fața adunării, Johannes Eck, asistent al arhiepiscopului de Trier Richard Greiffenklau zu Vollraths, a reiterat punctul de vedere al împăratului.

## Edictul de la Worms
Edictul de la Worms a fost emis la 25 mai 1521 de împăratul Carol al V-lea, prin care se declara: 
| “ | Din acest motiv, interzicem oricui de astăzi înainte să îndrăznească, fie cu vorba ori cu fapta, să primească, să apere, să ajute sau să favorizeze în vreun fel pe cel numit Martin Luther. Dimpotrivă, îl dorim prins și pedepsit ca notoriu eretic, așa cum merită, să fie adus personal în fața noastră, sau să fie păzit până când cei care-l vor fi prins ne vor da de veste, după care vom porunci cum să procedeze cu cel numit Luther. Cei ce vor ajuta la prinderea lui vor fi răsplătiți pentru osteneală. | ” |

Nunțiul papal de la Dietă, Girolamo Aleandro, a întocmit și a înaintat dezavuarea lui Luther întrupată în Edictul de la Worms, promulgat la 25 mai. Edictul l-a declarat pe Luther eretic și a interzis citirea sau deținerea scrierilor lui.

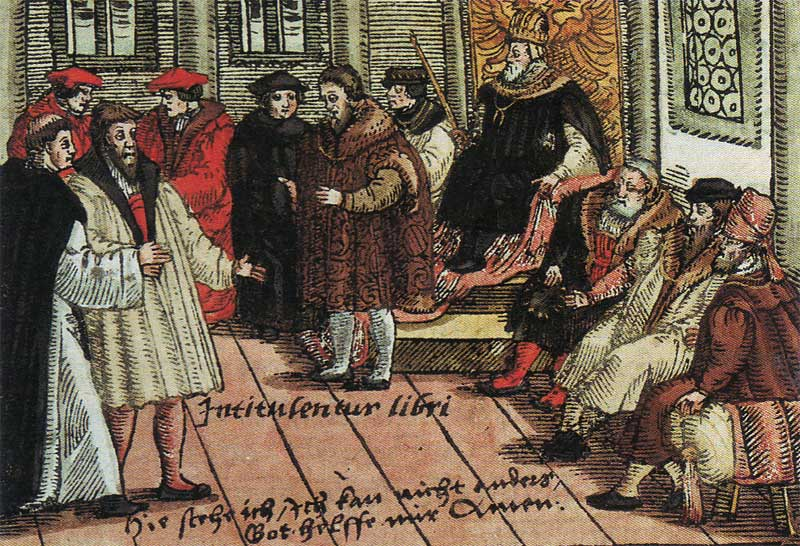
Luther la Dieta din Worms (1557).

A fost punctul culminant al luptei dintre Martin Luther și Biserica Catolică în ce privește reforma, mai ales în ce privește vânzarea de indulgențe. Au existat însă și alte probleme care gravitau în jurul problemelor teologice:
- La nivel teologic, Luther contestase autoritatea absolută a Papei asupra bisericii, susținând că vânzarea de indulgențe, autorizată și promovată de Papă, era greșită.
- Luther a susținut că mântuirea se atinge numai prin credință (sola fide) și nu prin mecanismele legale ale bisericii sau prin acțiunile întreprinse de oameni pentru a o obține.
- El contestase autoritatea bisericii și prin faptul că a susținut că trebuie să se renunțe la toate doctrinele și dogmele bisericii care nu se găsesc în Scriptură (sola scriptura).

Pentru a proteja aurotoritatea papei și bisericii, dar și pentru a păstra instituția indulgențelor, oficialii bisericii l-au convins pe Carol al V-lea că Luther este o amenințare și l-au convins să autorizeze condamnarea sa de către Sfântul Imperiu Roman. Luther a evitat arestarea și a rămas izolat la castelul Wartburg timp de câțiva ani, unde a continuat să scrie și să traducă Biblia în germană.
Deși edictul era dur, Carol a fost prea preocupat de problemele politice și militare imediate din alte zone, iar el nu a fost niciodată aplicat. În cele din urmă, lui Luther i s-a permis să-și reia viața publică și a reușit să pună astfel bazele Reformei Protestante.

## Consecințe
În ciuda promisiunii că se poate întoarce acasă în siguranță, se înțelesese că Luther avea să fie în curând arestat și pedepsit. Pentru a-l apăra de această soartă, prințul Frederick l-a răpit de pe drumul spre casă și l-a ascuns în castelul Wartburg. În perioada petrecută la Wartburg, Luther a început traducerea Bibliei în germană. Edictul a fost suspendat temporar de către dieta de la Speyer în 1526 dar a fost reinstituit în 1529. 
Când Luther a ieșit în cele din urmă din Wartburg, împăratul, prins cu alte probleme, nu a cerut arestarea lui Luther. În cele din urmă, din cauza creșterii susținerii populare pentru Luther în rândul germanilor și a protecției acordate lui de anumiți principi, edictul de la Worms nu a fost niciodată aplicat în imperiu. În Țările de Jos însă (inclusiv Belgia și Luxemburgul de astăzi), edictul a fost la început aplicat împotriva celor mai înfocați susținători ai lui Luther. Aceasta s-a întâmplat deoarece aceste țări se aflau sub autoritatea directă a lui Carol al V-lea însuși. În decembrie 1521, Jacob Probst, starețul mănăstirii augustine de la Anvers, a fost primul susținător al lui Luther care a fost judecat în conformitate cu edictul de la Worms. În februarie 1522, Probst a fost obligat să se dezică public de învățăturile lui Luther. În același an, s-au făcut și alte arestări în rândul augustinilor din Anvers. Doi călugări, Johannes van Esschen și Keneth Milar, au refuzat să se dezică și au fost arși pe rug la 1 iulie 1523 la Bruxelles.